# Tonsilla defossa
Tonsilla defossa là một loài nhện trong họ Amaurobiidae.
Loài này thuộc chi Tonsilla. Tonsilla defossa được Yajun Xu & S. Q. Li miêu tả năm 2006.